# Nanclars
Nanclars és un municipi francès situat al departament del Charente i a la regió de la Nova Aquitània. L'any 2007 tenia 206 habitants.

## Demografia

### Població
El 2007 la població de fet de Nanclars era de 206 persones. Hi havia 92 famílies de les quals 28 eren unipersonals (12 homes vivint sols i 16 dones vivint soles), 36 parelles sense fills, 24 parelles amb fills i 4 famílies monoparentals amb fills.
La població ha evolucionat segons el següent gràfic:
Habitants censats

### Habitatges
El 2007 hi havia 124 habitatges, 94 eren l'habitatge principal de la família, 18 eren segones residències i 12 estaven desocupats. 119 eren cases i 1 era un apartament. Dels 94 habitatges principals, 79 estaven ocupats pels seus propietaris, 12 estaven llogats i ocupats pels llogaters i 3 estaven cedits a títol gratuït; 1 tenia una cambra, 3 en tenien dues, 14 en tenien tres, 33 en tenien quatre i 43 en tenien cinc o més. 64 habitatges disposaven pel capbaix d'una plaça de pàrquing. A 39 habitatges hi havia un automòbil i a 46 n'hi havia dos o més.

### Piràmide de població
La piràmide de població per edats i sexe el 2009 era:
| Homes | Edats   | Dones |
| ----- | ------- | ----- |
| 0     | 95 o +  | 0     |
| 4     | 90 a 94 | 0     |
| 4     | 85 a 89 | 4     |
| 0     | 80 a 84 | 0     |
| 4     | 75 a 79 | 12    |
| 0     | 70 a 74 | 4     |
| 12    | 65 a 69 | 8     |
| 0     | 60 a 64 | 0     |
| 4     | 55 a 59 | 4     |
| 8     | 50 a 54 | 4     |
| 8     | 45 a 49 | 4     |
| 12    | 40 a 44 | 8     |
| 4     | 35 a 39 | 8     |
| 12    | 30 a 34 | 4     |
| 12    | 25 a 29 | 12    |
| 4     | 20 a 24 | 0     |
| 4     | 15 a 19 | 4     |
| 4     | 10 a 14 | 4     |
| 4     | 5 a 9   | 8     |
| 12    | 0 a 4   | 0     |

## Economia
El 2007 la població en edat de treballar era de 136 persones, 100 eren actives i 36 eren inactives. De les 100 persones actives 91 estaven ocupades (51 homes i 40 dones) i 9 estaven aturades (3 homes i 6 dones). De les 36 persones inactives 16 estaven jubilades, 9 estaven estudiant i 11 estaven classificades com a «altres inactius».

### Ingressos
El 2009 a Nanclars hi havia 90 unitats fiscals que integraven 203 persones, la mediana anual d'ingressos fiscals per persona era de 18.356 €.

### Activitats econòmiques
Dels 4  establiments que hi havia el 2007, 2 eren d'empreses de construcció i 2 d'empreses de serveis.
L'únic servei als particulars que hi havia el 2009 era un electricista.
L'any 2000 a Nanclars hi havia 8 explotacions agrícoles que ocupaven un total de 370 hectàrees.

## Poblacions més properes
El següent diagrama mostra les poblacions més properes.